# نانسی به ریو می‌رود
نانسی به ریو می‌رود (انگلیسی: Nancy Goes to Rio) فیلمی آمریکایی در سبک کمدی رمانتیک و موزیکال به کارگردانی رابرت زی. لنرد است که در سال ۱۹۵۰ منتشر شد.

## بازیگران
- جین پاول
- آن سوترن
- بری سالیوان
- کارمن میراندا
- لوئیس کالهرن
- اسکاتی بکت